# 실피르 넬스 라다
실피르 넬스 라다(Sylphiel Nels Lahda, シルフィール＝ネルス＝ラーダ)는 슬레이어즈의 히로인이다.

## 소개
- 성우:토우마 유미/SBS판：김혜경/투니판 : 이현진

구 SBS판에서는 그대로 실피르인데, 투니버스에서는 어째서인지 실비아가 되었다.
사일라그의 무녀. 긴 남색 머리카락을 소유한 미인. 일찍이 사일라그에서 일어난 사건 때문에 가우리와는 본편 이전부터 안면이 있어 가우리에게 호감을 갖고 있다. 백마법을 주로 쓰지만 어째서인지 드래곤 슬레이브도 쓰게 된다(애니메이션에서는 신부 수업으로 습득했다고 시치미뗀다). 신탁을 받는 능력이 있어 리나에게 기가 슬레이브를 쓰면 세계가 멸망할 수도 있다고 경고한다. 카피 레조를 신임하던 마을 사람들 속에서 고립되었을 때 제르가디스를 만나 그와 함께 카피 레조를 없애려고 했지만 실패, 도망치던 도중 리나들과 합류한다. 사일라그가 괴멸한 후부턴 세일룬에 있는 가까운 친척집에 의탁한다. 또한 그녀는 세일룬의 제1왕위 계승자에 대한 환상을 갖고 있어 실물을 접한 후 큰 충격을 받아 실신해버렸다(그 때문에 세일룬에서 일어난 일련의 소동에는 등장하지 않는다). 그 후, 피브리조에 의해 재현된 사일라그 소문을 듣고 진위를 확인하러 가던 중에 리나들과 재회한다. 애니메이션에서는 공격 주문에 약하고 쓸 줄 아는 공격 주문은 정령마법은 플레어 애로우의 소형판(리나는 당근 플로우 애로우라고 부름) 정도라고 설정되어 있다.